# Amerikanske dollar
 Der er for få eller ingen kildehenvisninger i denne artikel, hvilket er et problem. Du kan hjælpe ved at angive troværdige kilder til de påstande, som fremføres i artiklen.

US dollar eller Amerikanske dollar er valutaen i USA. Valutakoden er USD. Den har også et eget symbol, $,[kilde mangler] og skrives ofte US$. 
I 1995 var over 380 milliarder amerikanske dollar i omløb, og i april 2004 var beløbet øget til næsten 700 milliarder. Amerikanske dollar er også i udstrakt anvendelse som alternativ valuta uden for USA, særligt i lande hvor den lokale valuta er ustabil på grund af høj inflation. Op mod to tredjedele af de amerikanske dollar er i cirkulation uden for landet. I enkelte lande er anvendelsen af amerikanske dollar blevet så udbredt, at den er blevet landenes de facto-valuta. USA er kun ét af mange lande, der har en valuta kaldet dollar.
En dollar er opdelt i 100 cent (¢). Der er også en anden opdeling, hvor dollaren opdeles i tusinde mills. Denne enhed anvendes i forbindelse med udskrivning af skatter, men der er aldrig udstedt mønter med et antal mills som pålydende værdi.

## Sedler og mønter
Mønter slås af United States Mint, mens dollarsedler siden 1914 trykkes af Bureau of Engraving and Printing for the Federal Reserve. I begyndelsen var dollarsedlerne i stort format, men størrelsen blev reduceret i 1928. I modsætning til fx Euro- og kronesedler, har alle amerikanske dollarsedler samme fysiske størrelse. Navnet "Dollar" stammer fra den gamle hollandske "Daalder" som var en betegnelse for 2,5 "Gylden" Hollænderne som var de først indbyggere på nutidens Manhattan, New York grundlagde byen under navnet New Amsterdam tilbage i 1600-tallet og anvendte deres egen valuta i kolonien. Senere overtog England Manhattan fra hollænderne og omdøbte byen til New York, efter den daværende Hertug af York. Først efter uafhængighedserklæringen i 1789 fik USA, sin egen møntsort "United States Dollars" hvis navn i dag er takket være de hollandske indvandrere.
I 1946 holdt man op med at trykke sedler med en pålydende værdi på mere end 100 dollar. Gennem tiden har der været sedler med pålydende værdier på 500, 1000, 5000, 10.000 og 100.000 dollar. Disse blev hyppigst anvendt i transaktioner mellem banker og i organiseret kriminalitet. Sidstnævnte anvendelsesområde fik i 1969 præsident Richard Nixon til at tilbagekalde alle sedler med en pålydende værdi på mere 100 dollar.
Ud over 100 dollar-sedlen, har de øvrige sedler i omløb værdierne 50, 20, 10, 5 og 1 dollar. Der er også to-dollar-sedler, men de anvendes næsten ikke.
Blandt mønter i almindelig cirkulation er der 1¢ (penny), 5¢ (nickel), 10¢ (dime) og 25¢ (quarter). Der er også mere sjældne 50¢ (half dollar) og 1 dollar-mønter. Mønternes værdi er ikke præget med tal, men med ord.
Siden 1997 er der endvidere udstedt mindre årlige serier af American Platinum Eagle, specialdesignede særmønter i platin i værdier fra 10 til 100 dollar.

### Sedlernes motiver
| Værdi              | Portræt            | Bagsidemotiv                                       |
| ------------------ | ------------------ | -------------------------------------------------- |
| En dollar          | George Washington  | USA's store segls for- og bagside                  |
| To dollar          | Thomas Jefferson   | Trumbulls maleri Declaration of Independence       |
| Fem dollar         | Abraham Lincoln    | Lincoln Memorial                                   |
| Ti dollar          | Alexander Hamilton | Treasury Building, Finansministeriets hovedkvarter |
| Tyve dollar        | Andrew Jackson     | Det Hvide Hus                                      |
| Halvtreds dollar   | Ulysses S. Grant   | United States Capitol                              |
| Et hundrede dollar | Benjamin Franklin  | Independence Hall                                  |